# 대니 쿡시

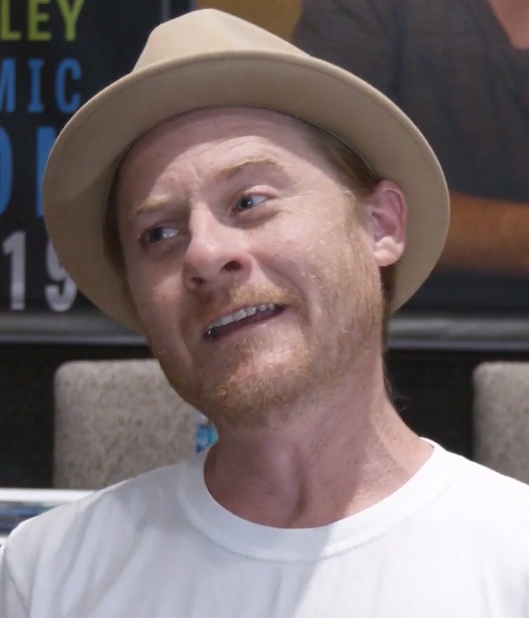

대니 쿡시(Danny Cooksey, 1975년 11월 2일 ~ )는 미국의 가수, 영화배우, 텔레비전 배우, 성우이다.
무어에서 태어났다.

## 영화
- 로렉스 (2012년) - 브렛/쳇 목소리 역
- 킥 버토스키: 서버번 데어데블 (2010년) - 브래드 버토스키 역
- 크리스탈 요정 지스쿼드 - 시리즈 (2006년)
- 터미네이터 2:오리지널 (1991년) - 팀 역
- 말괄량이 뱁스 - TV 시리즈 (1990년)
- 내 친구는 외계인 (1988년)
- 신나는 개구쟁이 (1978년)